# Soulèvement du ghetto de Białystok
Seconde Guerre mondiale
Batailles
Front de l’Est

Prémices :
- Campagne de Pologne
- Guerre d’Hiver

Guerre germano-soviétique :
- 1941 : L'invasion de l'URSS

- Opération Barbarossa

Front nord : 
- Guerre de Continuation
- Opération Silberfuchs
- Siège de Léningrad

Front central : 
- 2e bataille de Brest-Litovsk
- Bataille de Białystok–Minsk
- 1re bataille de Smolensk
- Bataille de Kiev

Front sud : 
- Siège d'Odessa
- Campagne de Crimée

- 1941-1942 : La contre-offensive soviétique

Front nord : 
- Poche de Demiansk
- Poche de Kholm

Front central : 
- Bataille de Moscou

Front sud : 
- Seconde bataille de Kharkov

- 1942-1943 : De Fall Blau à 3e Kharkov

Front nord : 
- Offensive de Siniavino
- Opération Iskra
- Bataille de Krasny Bor
- Opération Poliarnaïa Zvezda

Front central : 
- Opération Mars

Front sud : 
- Bataille du Caucase (opération Fall Blau)
- Bataille de Stalingrad
- Opération Uranus
- Opération Saturne
- Offensive d'Ostrogojsk-Rossoch
- Offensive de Voronej-Kastornoe
- Opération Gallop
- Opération Étoile
- Troisième bataille de Kharkov

- 1943-1944 : Libération de l'Ukraine et de la Biélorussie

Front central : 
- 2e bataille de Smolensk
- Opération Bagration

Front sud : 
- Bataille de Koursk
- Bataille du Dniepr
- Offensive Dniepr-Carpates
- Offensive de Crimée
- Offensive de Lvov-Sandomir

- 1944-1945 : Campagnes d'Europe centrale et d'Allemagne

Allemagne : 
- Offensive Vistule-Oder
- Offensive de Poméranie orientale
- Siège de Breslau
- Offensive de Prusse-Orientale
- Bataille de Königsberg
- Bataille de Seelow
- Bataille de Bautzen
- Bataille de Berlin
- Capitulation allemande

Front nord et Finlande : 
- Guerre de Laponie
- Offensive Leningrad-Novgorod
- Bataille de Narva

Europe orientale : 
- Opération Margarethe
- Insurrection de Varsovie
- Soulèvement national slovaque
- Opération Panzerfaust
- Bataille de Budapest
- Opération Frühlingserwachen
- Offensive de Vienne
- Insurrection de Prague
- Offensive de Prague
- Bataille de Slivice

Front d’Europe de l’Ouest

Campagnes d'Afrique, du Moyen-Orient et de Méditerranée

Bataille de l’Atlantique

Guerre du Pacifique

Guerre sino-japonaise

Théâtre américain
Le soulèvement du ghetto de Białystok est une révolte s'étant produite dans le ghetto de Białystok dans la nuit du 15 au 16 août 1943. Il a été mené par l'Organisation Militaire Anti-Fasciste (en) (Antyfaszystowska Organizacja Bojowa).

## Présentation
Le ghetto de Białystok a été mis en place dès l'occupation de la ville par les troupes allemandes en juin 1941 et a regroupé les 56 000 Juifs qui vivaient alors dans la ville, constituant la grande majorité de la population.
Les nazis prévoient de « liquider » le ghetto en février 1943, alors que 15 000 personnes y vivent encore. Ils doivent toutefois repousser leur projet en raison du déclenchement d'une résistance armée par la population locale. Toutefois, les transferts vers les camps de concentration et d'extermination continuent à leur rythme normal.
La liquidation du ghetto reprend en août 1943. Dans la nuit du 15 au 16 août, des centaines de Juifs polonais commencent alors une lutte armée contre les troupes effectuant cette liquidation. Les hommes, menés par Mordechaj Tanenbaum et Daniel Moszkowicz (en) ne sont armés que d'une mitrailleuse, de quelques douzaines de pistolets, de cocktails Molotov et de bouteilles remplies d'acide. Haika Grossman participe également à l'élaboration du soulèvement.
La résistance est vaincue presque instantanément, même si des combats se poursuivent pendant plusieurs jours dans des poches de résistance isolées. Les chefs du soulèvement se suicident après être parvenus à court de munitions. Plusieurs douzaines d'insurgés parviennent à s'enfuir dans les forêts entourant la ville et à rejoindre les unités de partisans de l'Armia Krajowa.
La plupart des Juifs du ghetto sont envoyés vers les camps de Treblinka, Majdanek et Auschwitz. Environ 1 200 enfants sont envoyés à Theresienstadt, puis à Auschwitz (voir : Déportation des enfants de Białystok).
Sur près de 60 000 juifs qui vivaient dans la ville avant la guerre, seulement quelques centaines ont survécu à la Shoah en Pologne. Parmi eux, Pawel Korzec.

### Sources
- (en) Cet article est partiellement ou en totalité issu de l’article de Wikipédia en anglais intitulé « Białystok Ghetto Uprising » (voir la liste des auteurs).